# Eerste klasse 1941-1942 (basketbal dames België)
Het seizoen 1941-42 van de Belgische vrouwenbasketbalcompetitie werd in volle oorlogsperiode afgewerkt. Eerst werd er op regionaal niveau om de titel gespeeld in de provincies Brabant, Antwerpen, en Luik, daarna volgde er een nationale eindronde waarbij gespeeld werd voor de nationale titel.

## Teams
- Atalante Brussel
- S.C.K.
- Fémina de Liège

## Eindstand
|  |   |                  | P | W | V | D | Ptn |
|  | - | ---------------- | - | - | - | - | --- |
|  | 1 | Fémina de Liège  | 4 | 4 | 0 | 0 | 8   |
|  | 2 | Atalante Brussel | 4 | 2 | 2 | 0 | 4   |
|  | 3 | S.C.K.           | 4 | 0 | 4 | 0 | 0   |

1935–36 ·
1936–37 ·
1937–38 ·
1938–39 ·
1939–40 ·
1940–41 ·
1941–42 ·
1942–43 ·
1943–44 ·
1944–45 ·
1945–46 ·
1946–47 ·
1947–48 ·
1948–49 ·
1949–50 ·
1950–51 ·
1951–52 ·
1952–53 ·
1953–54 ·
1954–55 ·
1955–56 ·
1956–57 ·
1957–58 ·
1958–59 ·
1959–60 ·
1960–61 ·
1961–62 ·
1962–63 ·
1963–64 ·
1964–65 ·
1965–66 ·
1966–67 ·
1967–68 ·
1968–69 ·
1969–60 ·
1970–71 ·
1971–72 ·
1972–73 ·
1973–74 ·
1974–75 ·
1975–76 ·
1976–77 ·
1977–78 ·
1978–79 ·
1979–80 ·
1980–81 ·
1981–82 ·
1982–83 ·
1983–84 ·
1984–85 ·
1985–86 ·
1986–87 ·
1987–88 ·
1988–89 ·
1989–90 ·
1990–91 ·
1991–92 ·
1992–93 ·
1993–94 ·
1994–95 ·
1995–96 ·
1996–97 ·
1997–98 ·
1998–99 ·
1999–00 ·
2000–01 ·
2001–02 ·
2002–03 ·
2003–04 ·
2004–05 ·
2005–06 ·
2006–07 ·
2007–08 ·
2008–09 ·
2009–10 ·
2010–11 ·
2011–12 ·
2012–13 ·
2013–14 ·
2014–15 ·
2015–16 ·
2016–17 ·
2017–18 ·
2018–19 ·
2019–20 · 2020–21 · 2021–22 · 2022–23 · 2023–24 · 2024–25